# Borgaro Torinese
Borgaro Torinese ([bór-ga-ro]; Borghi in piemontese) è un comune italiano di 11 613 abitanti della città metropolitana di Torino in Piemonte. Il comune fa parte dell'area metropolitana del capoluogo piemontese, Torino.

## Storia

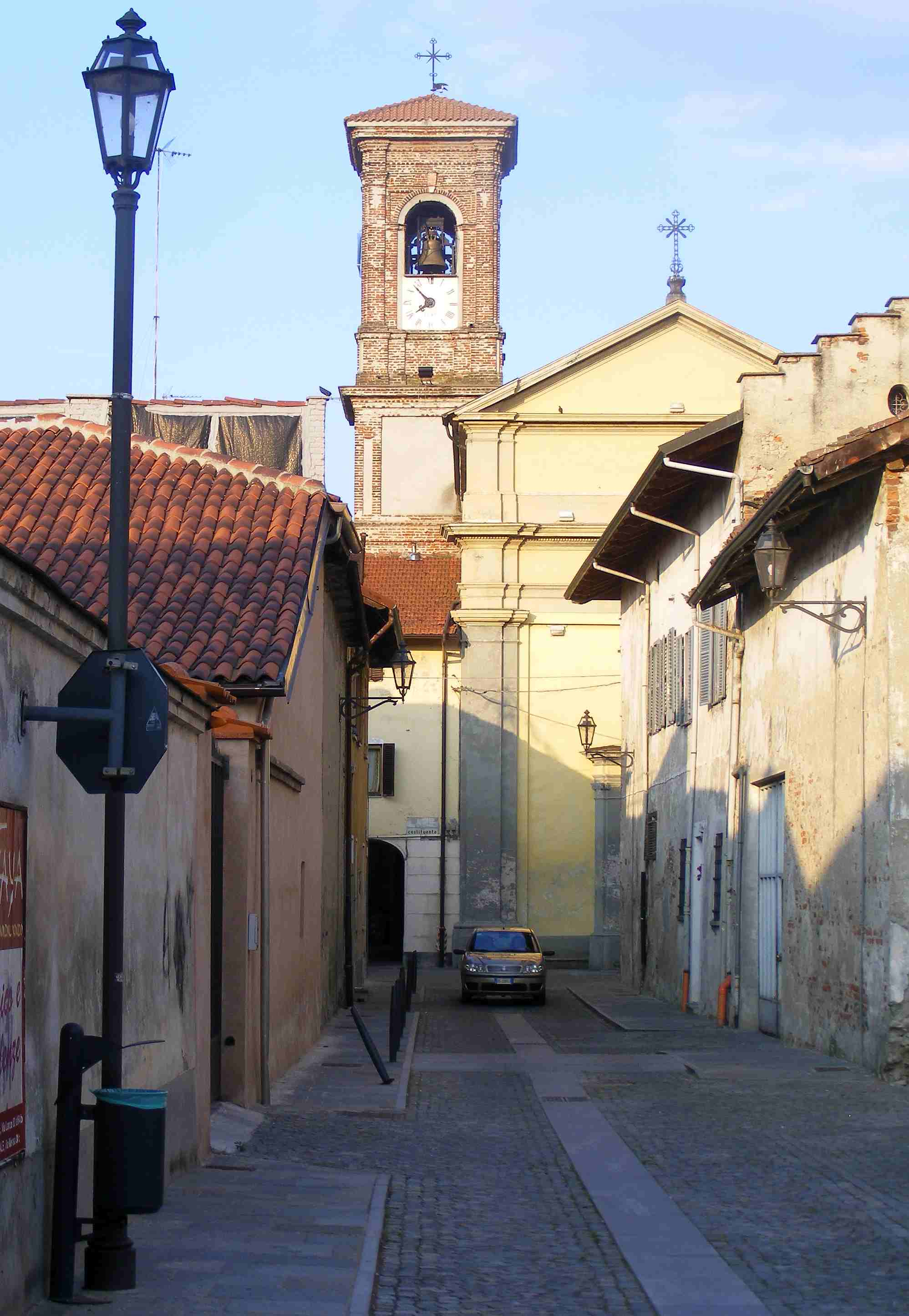
La chiesa parrocchiale

Nel 774 d.C., con l'arrivo dei Franchi di Carlo Magno, vi è l'annessione del territorio di Borgaro al territorio di Caselle e di Altessano Inferiore, ora Venaria Reale.
Nel 1600 il feudo Borgaro era suddiviso fra tre famiglie: i Birago di Vische, gli Havard di Senantes ed i Provana di Druento. Nel 1630 e 1660 il paese fu duramente colpito dalle epidemie di peste.
Successivamente i Birago riuscirono lentamente ad espandere e consolidare il loro potere sul territorio, finché nell'anno 1746 tutta Borgaro divenne feudo dei Birago, che presero il titolo di "Conti di Borgaro".
Nel XIX secolo re Carlo Alberto di Savoia separa nuovamente Altessano da Borgaro, e, successivamente, il territorio viene incorporato nei beni del Duca di Chiablese (Chablais) fino alla creazione dello Stato Sabaudo.

### Simboli
Lo stemma e il gonfalone di Borgaro Torinese sono stati concessi con decreto del presidente della Repubblica del 20 settembre 1955.
Le fasce doppiomerlate di rosso in campo d'argento provengono dal blasone della famiglia Birago.
Il gonfalone è un drappo partito di rosso e di bianco.

## Monumenti e luoghi d'interesse

### Architetture civili

#### Castello di Santa Cristina
Situato ad est rispetto al concentrico, c'è il Castello di Santa Cristina, realizzato nel XVII secolo, ed attualmente sede di un'azienda agricola privata. La storia del Castello di Santa Cristina è legata alla presenza del nobile francese François Havard de Sènantes, trasferitosi in Piemonte al servizio dei Savoia. Con il passare del tempo la sua reputazione a Corte crebbe, tanto da permettergli di acquistare diverse cascine e terre annesse, concentrate tutte nella stessa zona, a costituire un insediamento idoneo alla costruzione di un castello.
L'edificio era completamente e pregevolmente  affrescato;  cariatidi, medaglioni, e putti caratteristici del tardo barocco, completavano l'apparato decorativo.
Oggi il Castello di Santa Cristina è di proprietà privata, ma posto sotto  vincolo monumentale.

### Aree verdi

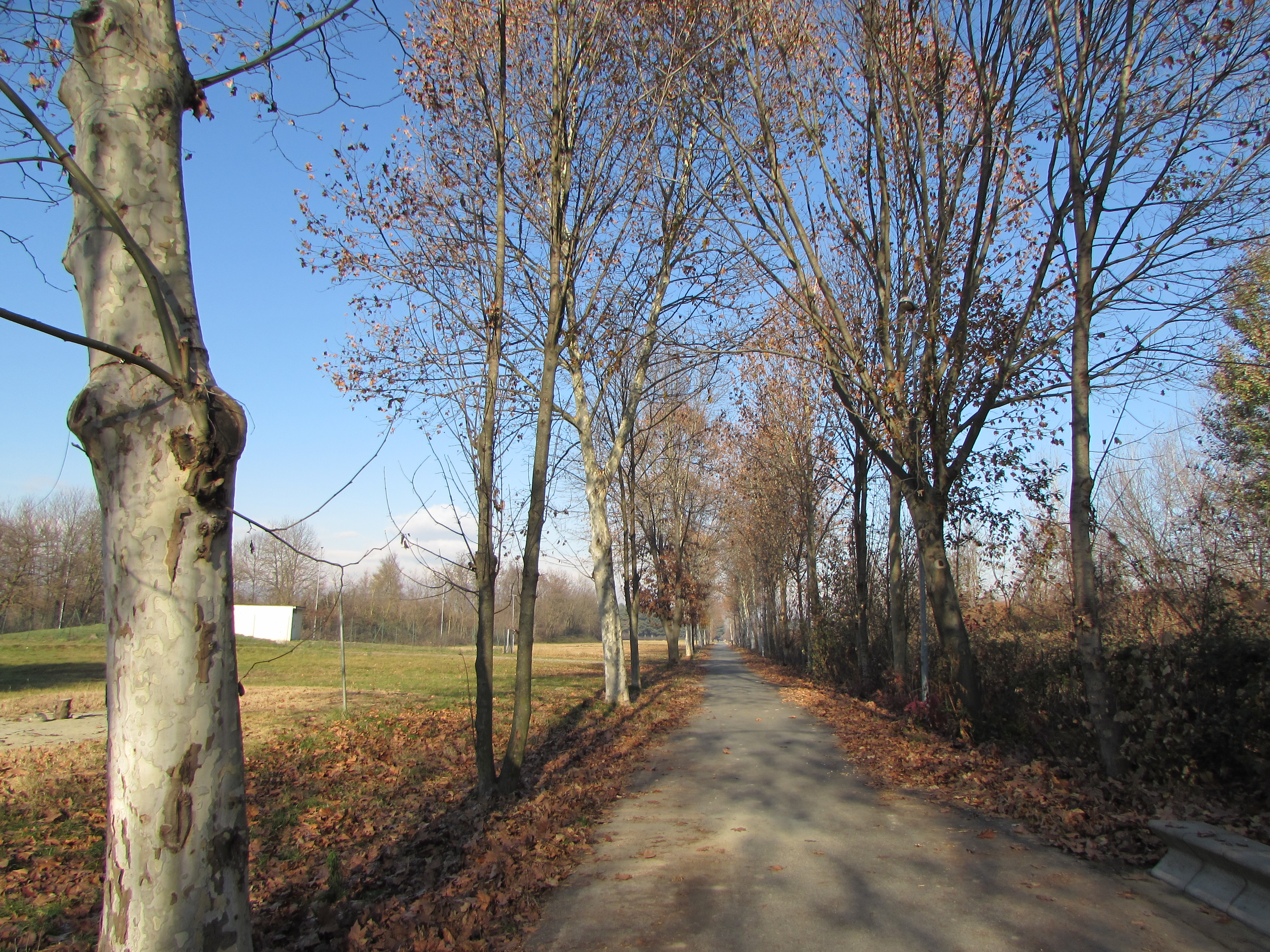
Pista ciclabile all'interno del Parco Chico Mendes

Il Parco intitolato a Chico Mendes si estende per circa 100 ettari, confinando con i territori di Torino e Venaria e con il fiume Stura di Lanzo, ed è attraversato da percorsi pedonali e ciclabili, che portano a Caselle Torinese e verso le Valli di Lanzo.

Durante i mesi estivi il parco viene utilizzato per lo svolgimento di manifestazioni e concerti musicali.

## Società

### Evoluzione demografica
Dal 1961 al 2011, la forte immigrazione ha portato ad un aumento pari a sei volte della popolazione residente.
Abitanti censiti

### Etnie e minoranze straniere
Secondo i dati Istat al 31 dicembre 2020, i cittadini stranieri residenti a Borgaro Torinese sono 497, pari al 4,2 % della popolazione totale, così suddivisi per nazionalità, elencando per le presenze più significative:
1. Romania, 328

## Infrastrutture e trasporti
Il paese è servito dal servizio ferroviario metropolitano gestito da RFI/TRENITALIA con le linee per Alba, Asti Caselle Aeroporto Torino, Fossano. 
Ed è anche servito con il paesaggio di 2 linee di trasporto pubblico locale, verso rebaudengo e verso stura.

## Cultura
Nel 1995 è stato installato un monumento allo sport, di fronte al centro sportivo comunale: una statua in marmo nuvolato del Piemonte che rappresenta una podista.
Nel maggio del 2018 è stato scoperto un monumento raffigurante la squadra del Grande Torino, che riporta una frase celebrativa dello scrittore Giovanni Arpino in piemontese: "T'las vinciù 'l mund...". L'opera è una rivisitazione del monumento precedente, pesantemente danneggiata.

## Amministrazione
| Periodo | Periodo   | Primo cittadino  | Partito         | Carica  | Note        |
| ------- | --------- | ---------------- | --------------- | ------- | ----------- |
| 1946    | 1968      | Edoardo Defassi  | PCI             | Sindaco |             |
| 1968    | 1975      | Antonio Formento | centro-sinistra | Sindaco |             |
| 1975    | 1990      | Claudio Sola     | PCI             | Sindaco |             |
| 1990    | 1995      | Giuseppe Vallone | PCI             | Sindaco |             |
| 1995    | 1999      | Giuseppe Vallone | centro-sinistra | Sindaco | II mandato  |
| 1999    | 2004      | Giuseppe Vallone | centro-sinistra | Sindaco | III mandato |
| 2004    | 2009      | Vincenzo Barrea  | lista civica    | Sindaco |             |
| 2009    | 2014      | Vincenzo Barrea  | lista civica    | Sindaco | II mandato  |
| 2014    | 2019      | Claudio Gambino  | lista civica    | Sindaco |             |
| 2019    | 2024      | Claudio Gambino  | lista civica    | Sindaco | II mandato  |
| 2024    | in carica | Claudio Gambino  | lista civica    | Sindaco | III mandato |

## Sport
- La prima squadra cittadina di calcio è il Borgaro Nobis 1965, che nel 2015 ha compiuto e festeggiato i primi cinquant'anni di attività[16], e  che milita attualmente in Serie D
- La squadra giovanile di pallacanestro è la Lo.Vi Basket Borgaro, fondata nel 2014.
- La squadra di pallavolo femminile è la Labor volley.